# إيدا إيليس بروك
إيدا إيليس بروك (بالنرويجية البوكمول: Ida Elise Broch)‏ هي ممثلة نرويجية، ولدت في 25 يونيو 1987 في أوسلو في النرويج.

## وصلات خارجية
- إيدا إيليس بروك على موقع IMDb (الإنجليزية)
- إيدا إيليس بروك على موقع ألو سيني (الفرنسية)
- إيدا إيليس بروك على موقع أول موفي (الإنجليزية)
- إيدا إيليس بروك على موقع قاعدة بيانات الأفلام السويدية (السويدية)
- إيدا إيليس بروك على موقع قاعدة بيانات الفيلم (الإنجليزية)
- إيدا إيليس بروك على موقع كينوبويسك (الروسية)